# Plinia cuspidata
Plinia cuspidata är en myrtenväxtart som beskrevs av Gómez-laur. och Valverde. Plinia cuspidata ingår i släktet Plinia och familjen myrtenväxter.
Artens utbredning än Panama och Costa Rica. Inga underarter finns listade i Catalogue of Life.